# Vagrant Story
Vagrant Story (jap. ベイグラントストーリー Beiguranto Sutōrī) ist ein von Square entwickeltes und veröffentlichtes Action-Rollenspiel und zugleich ein Dungeon Crawler. Der Titel erschien in Europa am 21. Juni 2000 für die Sony PlayStation.

## Handlung
Vagrant Story dreht sich um den Riskbreaker Ashley Lionet, der ausgesandt wurde, um die fanatischen Mellenkampkultisten zu beschatten, die das Anwesen des Fürsten Bardorba besetzt halten. Kurz nach jenem Vorfall verschwand Sydney Lasstarot, der Führer der ominösen Sekte und der Fürst wurde tot aufgefunden. Ashley Lionet ist einer der Verdächtigen in diesem Mordfall. Der Spieler übernimmt in dieser verhängnisvollen Woche die Kontrolle über Ashley und führt ihn durch die staubigen Ruinen LeMondes.
Der grafische Stil ist meist recht düster und in dunklen Farben gehalten. Dies unterstreicht den mystischen Touch des Spiels, der charakteristisch für die spezifische Atmosphäre des Spiels ist. Unterstützend wirkt dabei auch die zumeist aus natürlichen Klängen bestehende Soundkulisse, die beispielsweise aus rauschendem Wasser oder dem Gesang von Vögeln besteht. Vorgerenderte Filmsequenzen sind nur im Vorspann zu sehen, die In-Game-Grafik wurde jedoch teils mit Hilfe sehr aufwendiger Fototexturen gestaltet. Die Art des „Storytelling“ und das komplexe Kampfsystem machen Vagrant Story einzigartig; es lässt sich schwer in eine Kategorie einordnen.

## Spielprinzip
In Vagrant Story kämpft man sich Raum für Raum durch in isometrischer Perspektive dargestellte Katakomben. Die komboorientierten Kämpfe finden in Echtzeit statt. Das Spiel kann jedoch jederzeit pausiert werden, um etwa die Ausrüstung zu wechseln oder Zauber zu wirken. Einen großen Teil der Spielzeit verbringt man mit der Erschaffung, Verbesserung und Modifikation diverser Waffen, wo es beinahe endlose Kombinationsmöglichkeiten gibt. Der Schwierigkeitsgrad ist relativ hoch und betont die Wichtigkeit der steten Waffenverbesserungen und -modifikationen.

## Kritik
Vagrant Story wurde im Allgemeinen sehr positiv aufgenommen. Die MAN!AC vergab in der damaligen Ausgabe 89 %. In der Famitsu war es das dritte und auf der PlayStation einzige Spiel überhaupt, für das die Höchstwertung von 40 Punkten vergeben wurde.